# Tytanowce
| Grupa → | 4 IVB  |
| ↓ Okres |        |
| ------- | ------ |
| 4       | 22 Ti  |
| 5       | 40 Zr  |
| 6       | 72 Hf  |
| 7       | 104 Rf |

Tytanowce – pierwiastki 4 (daw. IVB lub IV pobocznej) grupy układu okresowego. Są to: tytan (Ti), cyrkon (Zr), hafn (Hf) i rutherford (Rf).

Tytanowce
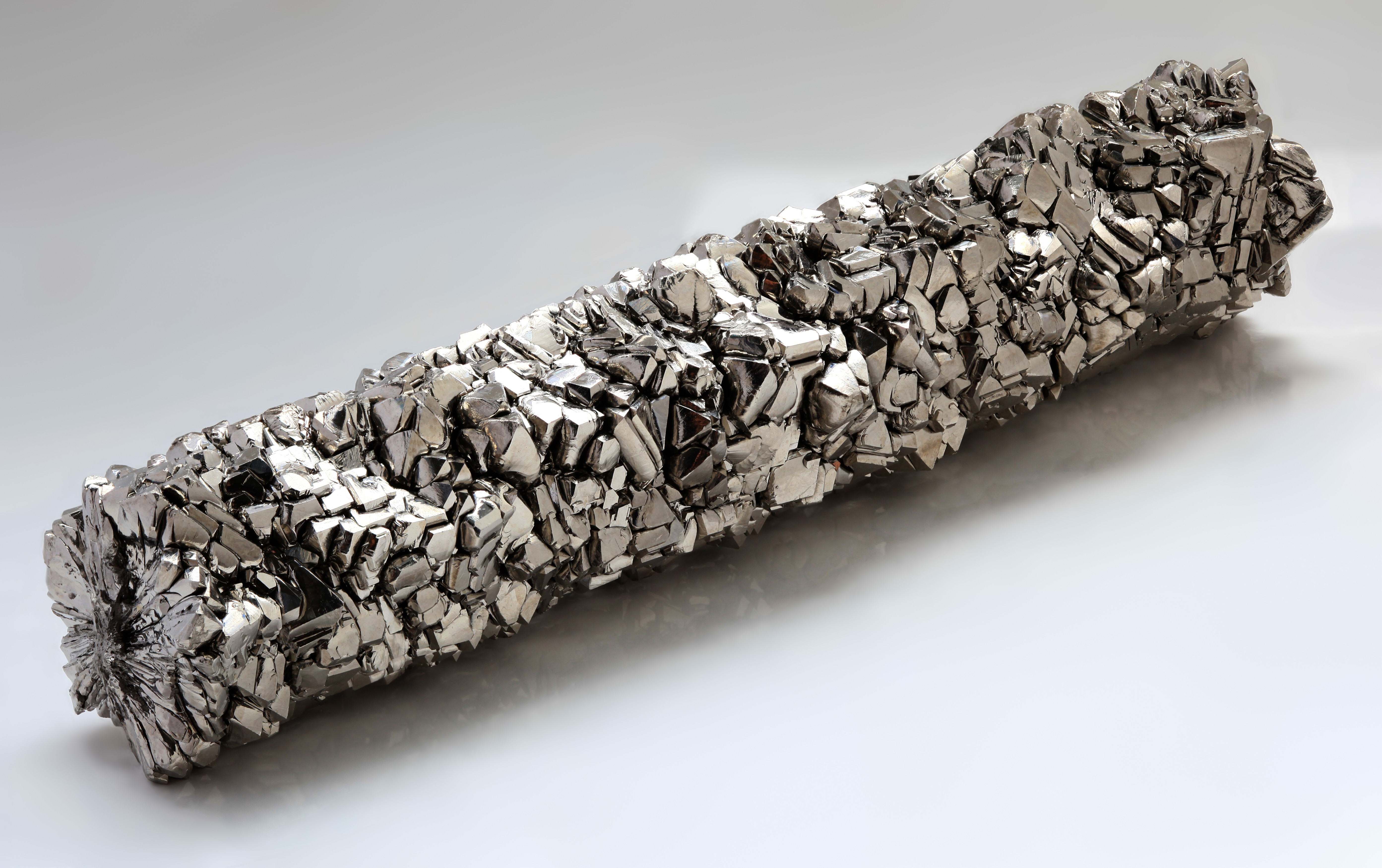
tytan
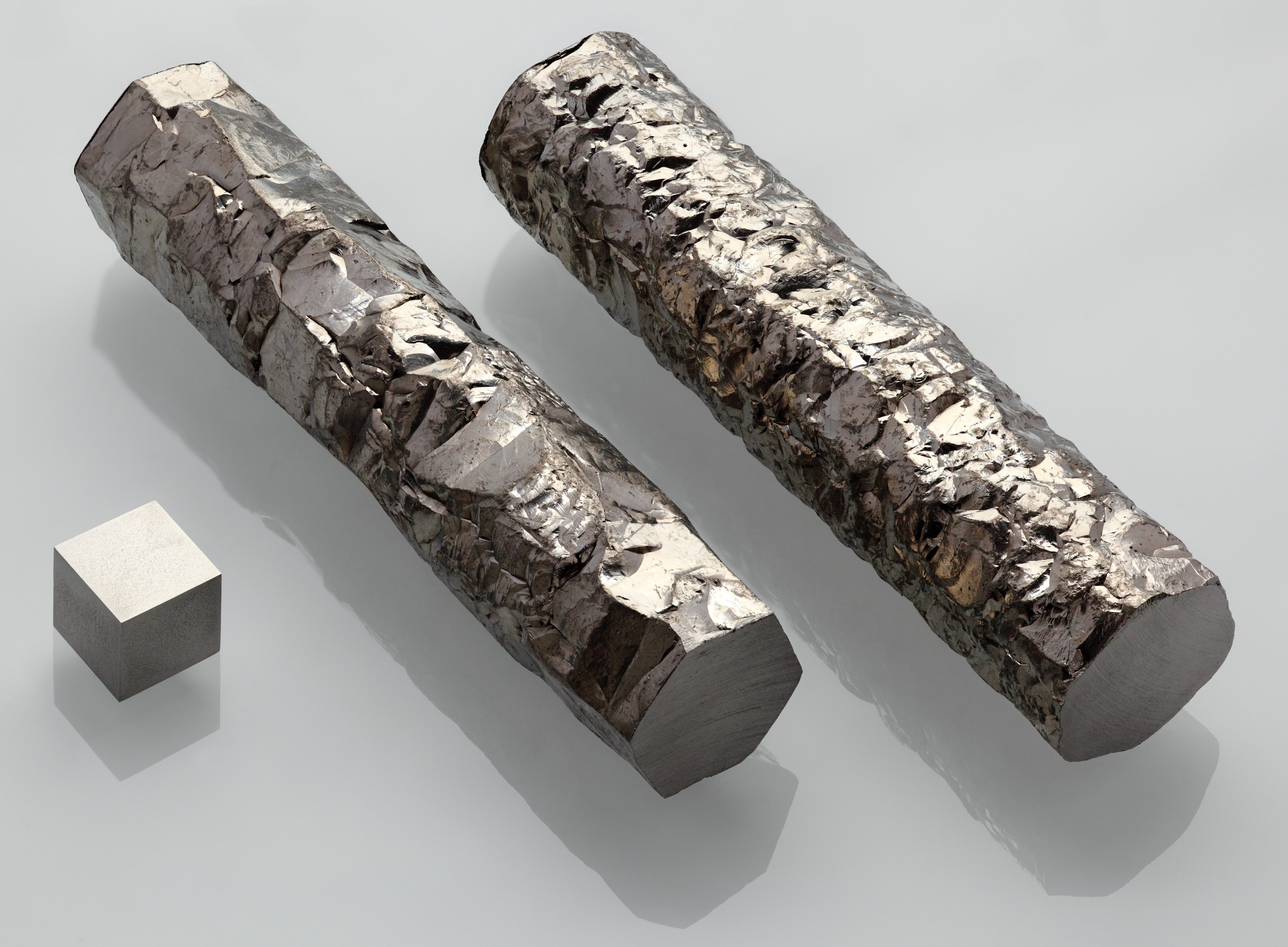
cyrkon
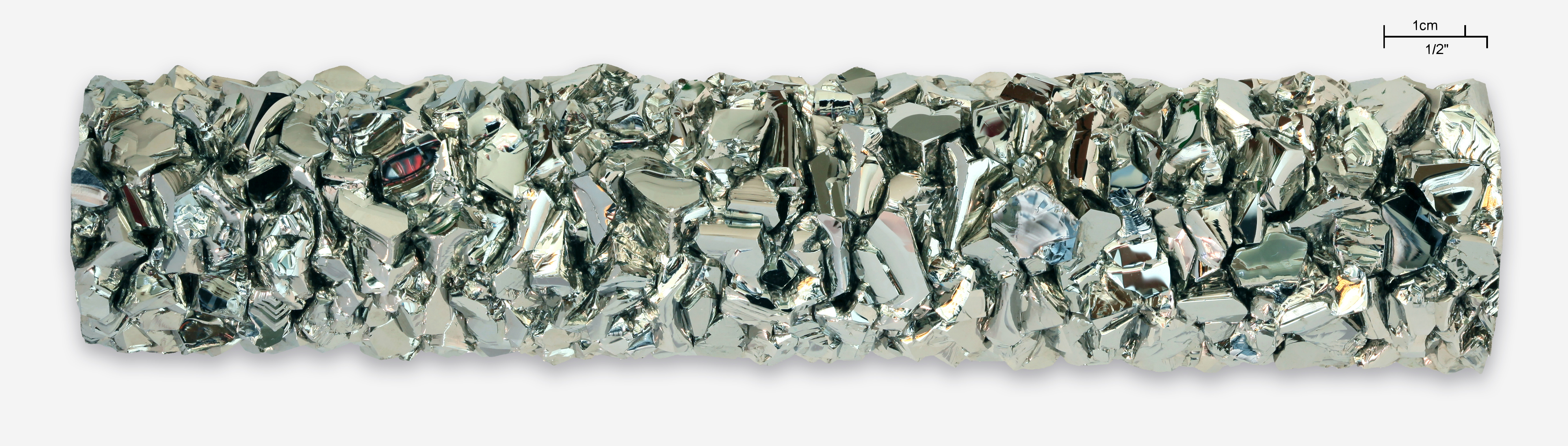
hafn

## Położenie w układzie okresowym
Tytanowce leżą w bloku d układu okresowego. Są typowymi pierwiastkami przejściowymi. Ogólna konfiguracja elektronowa tej grupy to [GS](n-1)d2ns2, gdzie [GS] to konfiguracja poprzedzającego gazu szlachetnego.

## Występowanie w przyrodzie
Występują w skorupie ziemskiej w stosunkowo dużych ilościach: tytan stanowi około 0,42%, cyrkon - 0,02%, a hafn - 0,005%. Minerały tytanu i cyrkonu składają się głównie z tlenków tych metali. Rutherford został otrzymany sztucznie i nie występuje na Ziemi.

## Właściwości fizyczne
Tytan, cyrkon i hafn są metalami srebrzystobiałymi, wytrzymałymi mechanicznie i trudno topliwymi. Właściwości rutherfordu obecnie nie są jeszcze bliżej znane. Tytanowce na powietrzu ulegają pasywacji. Tlenki tytanowców na IV stopniu utlenienia są trudno topliwe, a tlenek cyrkonu ZrO2 jest jednym z najbardziej ogniotrwałych materiałów jakie dotychczas poznano.

## Właściwości chemiczne
Są reaktywne w wysokich temperaturach. W związkach występują najczęściej na IV stopniu utlenienia, rzadziej na II czy III. Tlenki są amfoteryczne z przewagą cech kwasowych. Halogenki nie mają charakteru soli, łatwo ulegają hydrolizie, sublimują i są lotne. 

## Otrzymywanie
Tytanowce otrzymuje się przez redukcję ich halogenków metalami alkalicznymi.